# KARA 컬렉션
《KARA 컬렉션》(KARAコレクション)은 2012년 9월 5일 일본에서 발매된 카라의 첫 번째 미니 앨범이다.

## 개요
2012년 4월 14일부터 5월 27일에 개최된 콘서트 투어 "KARASIA"에서 각 멤버 솔로로 부른 곡의 일본어 버전과 2011년 6월에 발매된 GO GO 서머!를 재편곡한 "GO GO 서머! 2012"가 수록되어있다. 초회반 A, B, 통상반의 3가지 형태로 판매되고, 초회 반 A, B는 각각 재킷과 혜택이 다르다. 초회반 A, B에는 선물 응모권이 첨부되어 있으며, 응모 기간은 9월 10일까지이다.

## 사양
- 초회반 A - CD + DVD + 포토 북
- 초회반 B - CD + DVD
- 통상반 - CD

## 트랙리스트

### CD
1. Wanna Do (지영 솔로)
2. Lost (니콜 솔로, Feat. 진운)
3. Secret Love (하라 솔로)
4. 백일몽 (규리 솔로)
5. Guilty (승연 솔로)
6. GO GO サマー！2012
7. Wanna Do (Instrumental)
8. Lost (Instrumental)
9. Secret Love (Instrumental)
10. 백일몽 (Instrumental)
11. Guilty (Instrumental)
12. GO GO サマー！2012 (Instrumental)

### DVD
1. Wanna Do (뮤직비디오)
2. Lost (뮤직비디오)
3. Secret Love (뮤직비디오)
4. 백일몽 (뮤직비디오)
5. Guilty (뮤직비디오)
6. GO GO サマー！2012 (뮤직비디오) (초회반 A만 수록)